# 隆貢若
12°54′24″S 15°11′11″E / 12.90667°S 15.18639°E
隆貢若（葡萄牙語：Longonjo），是個位於安哥拉中部的城鎮，由萬博省負責管轄，北鄰埃庫尼亞，面積2,915平方公里，2006年該城鎮人口91,037，人口密度每平方公里31人。